# Fritz Artl
Fritz Artl (* 19. Februar 1902 in Krotoschin; † 24. März 1989) war ein deutscher Jurist.

## Werdegang
Vom 10. Januar 1952 bis 28. Februar 1970 war er Richter am Bundesgerichtshof. Dort gehörte er dem II. und nach dessen Errichtung zum 1. Oktober 1956 dem VIII. Zivilsenat an.